# Amentoflavona
Amentoflavona es un biflavonoide (bis-apigenina) constitutivo de un número de plantas, incluyendo Ginkgo biloba, Chamaecyparis obtusa, Hypericum perforatum) y Xerophyta plicata.
Amentoflavona puede interactuar con muchos medicamentos por ser un potente inhibidor de CYP3A4 y CYP2C9, que son las enzimas responsables del metabolismo de algunos fármacos en el organismo. También es un inhibidor de la catepsina B humana.
Amentoflavona tiene una variedad de actividades in vitro, incluyendo actividad antimalárica, actividad contra el cáncer (que puede, al menos en parte, ser mediada por su inhibición de la sintasa de ácidos grasos ), y afinidades por los receptores opioides (como un antagonista) y por el sitio alostérico (benzodiazepina) en el receptor GABAA como modulador alostérico negativo.